# Gordon Rugby Football Club

Maillot de Gordon RFC

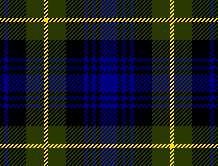
Tartan du Clan Gordon

Le Gordon Rugby Football Club est un club de rugby à XV australien, situé sur le North Shore, au nord de Sydney, en Australie. Fondé en 1936, le club participe au Shute Shield qu'il a remporté neuf fois pour sept finales perdues.

## Histoire

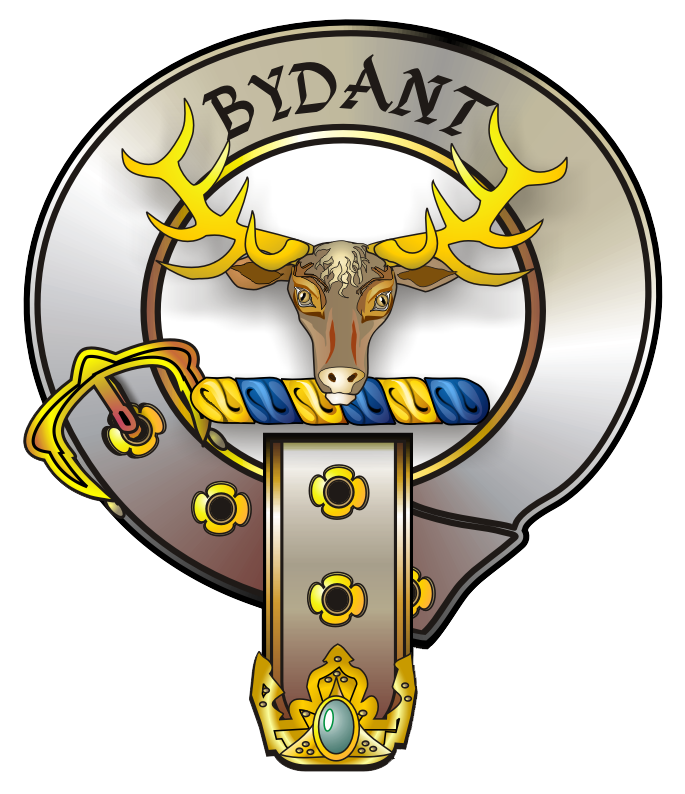
Le trophée de cerf, emblème du Clan Gordon

Le Gordon RFC connaît deux belles périodes, d'abord dans les années 1950 puis dans les années 1990, remportant le championnat des clubs de Sydney à sept reprises au total. Le club revendique une forte influence écossaise. Le nom provient des Gordon Highlanders, bataillon de l'armée britannique qui exista de 1881 à 1994. Il a adopté un nouveau maillot en 1949 qui s'inspire des couleurs du tartan du Clan Gordon. L'emblème du club est un trophée de cerf, inspiré lui aussi des armes du Clan Gordon.
Le club remporte son neuvième titre de Shute Shield en 2020, après une gagnée face à Eastwood.

## Palmarès
- Shute Shield
  - Victoire (8) : 1952, 1954, 1956, 1958, 1976, 1993, 1995, 1998, 2020.
  - Finales (7) : 1950 1957, 1967, 1969, 1972, 1980, 1992

## Joueurs célèbres
Gordon a fourni 33 internationaux à l'équipe d'Australie, dont :
- Mitch Hardy
- Stirling Mortlock
- Jack Dempsey